# Willi Faust

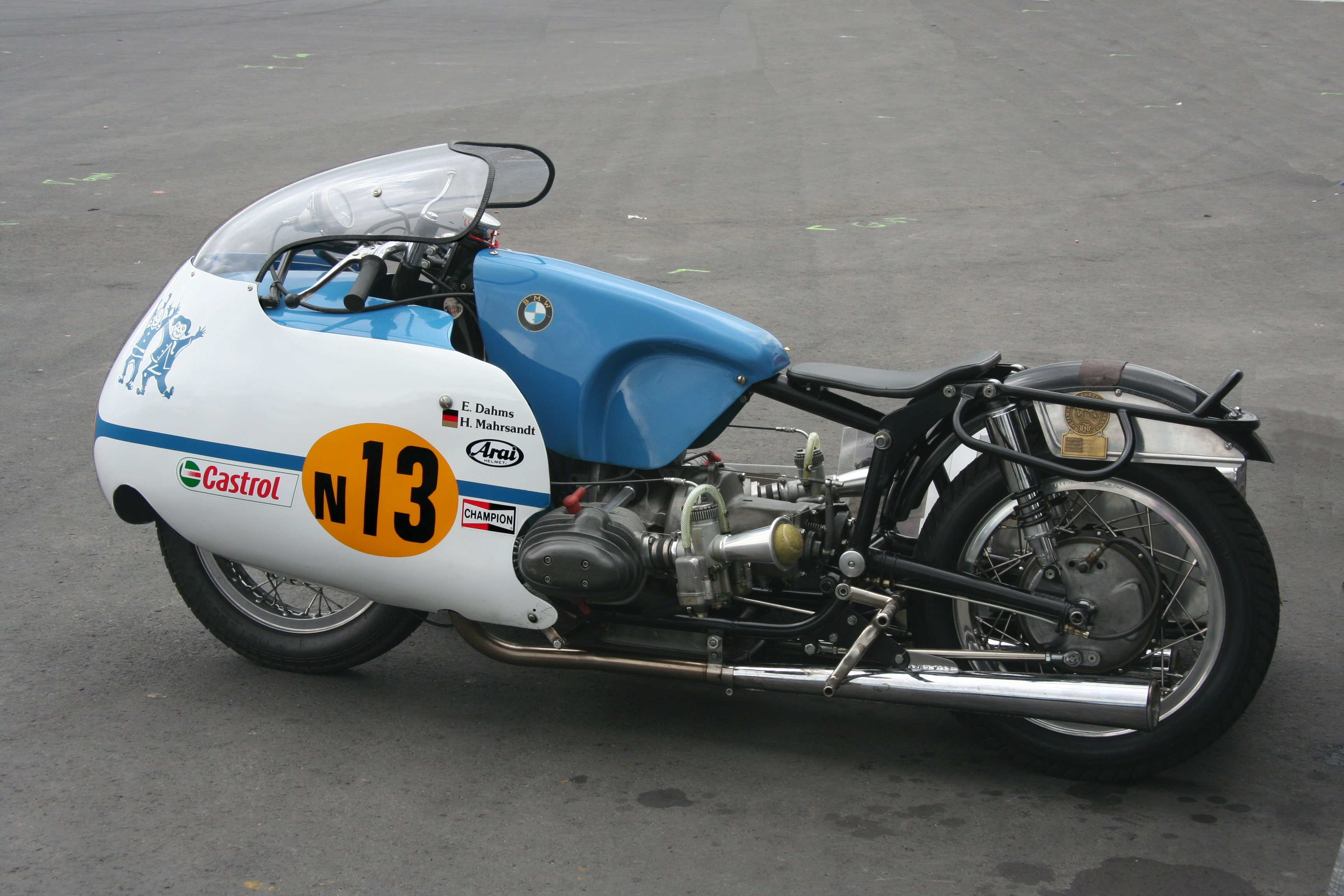
BMW RS 54 Replica

Willi Faust (* 1. Januar 1924 in Oberbimbach; † 27. November 1992 in Fulda) war ein deutscher Motorradrennfahrer.
Zusammen mit Karl Remmert (1925–1956) startete er auf BMW in der Gespannklasse.

## Karriere
Willi Faust stammte aus Oberbimbach bei Fulda. Nach dem Besuch der Volks- und Fachschule absolvierte er eine Schlosserlehre und entdeckte dabei seine Begeisterung für Motorräder. Nach seiner Rückkehr aus dem Krieg, in dem er bei der Marine eingesetzt war, begann Faust Motorradrennen zu fahren. Er startete erfolgreich bei den ersten inoffiziellen Rennen in Dipperz und rund um Petersberg. 1951 startete er mit Karl Remmert in Kassel erstmals als Ausweisfahrer im Gespann. Im Jahr 1953 wechselten die beiden ins Lager der Lizenzfahrer und traten auf einer Maschine an, die sie für 3.000 Mark von Wilhelm Noll gekauft hatten, der damals mit dem Rennsport aufhören wollte.
1954 folgte der Durchbruch für Faust/Remmert. Die Fuldaer Motorsportlegende Hans Kahrmann hatte es geschafft, BMW von den Qualitäten der beiden zu überzeugen und zur Lieferung einer RS 54 zu bewegen. Faust/Remmert gaben ihr Debüt in der Motorrad-Weltmeisterschaft beim Großen Preis der Schweiz 1954 in Bremgarten. Sie belegten dabei hinter ihren deutschen BMW-Markenkollegen Wilhelm Noll/Fritz Cron und den Briten Cyril Smith/Bob Clements (Norton) auf Anhieb den dritten Rang. Wenig später, beim Großen Preis der Nationen auf der Hochgeschwindigkeitsbahn von Monza lautete die Reihenfolge beim Zieleinlauf genauso. Faust/Remmert sicherten sich damit hinter Noll/Cron und Smith/Clements Rang drei in der Weltmeisterschaft.
In der Deutschen Meisterschaft wurden die beiden hinter Noll/Cron und vor Fritz Hillebrand/Manfred Grunwald Zweite. Beim Feldbergrennen fuhren sie dabei Serienreifen der Fulda-Reifen-Werke und wurden Dritte. Die beiden letzten Läufe der Meisterschaft, Rund um Schotten und das Eilenriederennen, gewannen Faust/Remmert. Beim Lauf in Schotten verwies das Duo bei Sprühregen die BMW-Werksteams Walter Schneider/Hans Strauß und Noll/Cron auf die Plätze.
Ihr großes Erfolgsjahr war 1955. Obwohl Faust/Remmert Anfang Juni bei der Isle of Man TT einen schweren Unfall hatten, wurden sie sowohl Deutsche Meister (Siege in Schotten, beim Solitude-Rennen auf der Solitude in Stuttgart und am Norisring) als auch Weltmeister vor Noll/Cron und Schneider/Strauß bzw. Manfred Grunwald, alle auf BMW. Dabei gingen drei Grand-Prix-Siege auf ihr Konto: beim Großen Preis von Spanien in Montjuïc, beim Deutschland auf der Südschleife des Nürburgrings und bei der Dutch TT im niederländischen Assen.
Faust war den anderen Gespannfahrern nicht durch besseres Material überlegen, sondern durch seine Fahrweise. Er verstand es, mit starkem Kurvendrifting seine Konkurrenten abzuhängen.
Willi Faust und Karl Remmert konnten sich jedoch ihrer Erfolge nicht lange erfreuen. Am 20. April 1956 erprobten sie auf dem Hockenheimring einen neuen BMW-Gespannprototyp. Das Vorderrad war mit einer neuen stärkeren Bremsanlage ausgerüstet, die noch nicht auf die Bremsen am Hinterrad und Seitenwagen abgestimmt war. Die vollverkleidete Maschine blockierte bei der dritten Versuchsfahrt auf einer geraden ebenen Strecke. Faust und Remmert wurden herausgeschleudert, die Maschine wirbelte durch die Luft. Während Faust über einen Fahrbahnbegrenzungszaun flog, stürzte Remmert in den Drahtzaun und war auf der Stelle tot. Faust überlebte schwer verletzt, lag sechs Wochen im Koma und bestritt nie wieder als Lizenzfahrer ein Rennen. Privat nahm er noch am Rhön-Bergrennen teil.
Danach betrieb Willi Faust bis 1973 eine Tankstelle in Fulda. Er starb 1992 im Alter von 68 Jahren.

## Statistik

### Erfolge
- 1955 – Gespann-Weltmeister auf BMW (mit Beifahrer Karl Remmert)
- 1955 – Deutscher-Gespann-Meister auf BMW (mit Beifahrer Karl Remmert)
- 3 Grand-Prix-Siege

### In der Motorrad-Weltmeisterschaft
| Saison | Klasse      | Maschine | Beifahrer    | Siege | Podien | Punkte | Ergebnis    |
| ------ | ----------- | -------- | ------------ | ----- | ------ | ------ | ----------- |
| 1954   | Seitenwagen | BMW      | Karl Remmert | 0     | 2      | 8      | 6.          |
| 1955   | Seitenwagen | BMW      | Karl Remmert | 3     | 4      | 30     | Weltmeister |